# Herre, förbarma dig (Bjuråkerhandskriften)
Herre, förbarma dig från Bjuråkerhandskriften är ett moment i den kristna mässan som heter Kyrie och den är skriven på medeltiden.

## Publicerad i
- Bjuråkerhandskriften
- Musiken till Svenska Mässan 1897.
- Den svenska mässboken 1942, del 1.
- Gudstjänstordning 1976, del II Musik.
- Den svenska kyrkohandboken 1986 under Herre, förbarma dig.